# Dimitar Marashliev
Dimitar Hristov Marashliev (Harmanli, 31 de agosto de 1947 – Sófia, 12 de julho de 2018) foi um futebolista búlgaro que atuava como atacante.

## Carreira
Dimitar Marashliev fez parte do elenco da Seleção Búlgara de Futebol da Copa do Mundo de 1970. 